# Macrocoma saudica
Macrocoma saudica é uma espécie de escaravelho de folha da Arábia Saudita e Egipto, descritos por Medvedev em 1996.